# No Leaf Clover
No Leaf Clover (с англ. — «Клевер без листьев») — восьмая песня группы Metallica в альбоме S&M (1999). Композиция (как и сингл -Human) была специально написана для выступления группы на концерте с Симфоническим Оркестром Сан-Франциско в 1999 году.

## О песне
Песня начинается с медленного оркестрового вступления, после которого вступает партия Джеймса Хетфилда на гитаре. На протяжении всей песни (как и всех остальных в альбоме S&M) симфоническая музыка переплетается с перегруженным звучанием электрогитар.
В сингле использованы риффы Хетфилда, которые были написаны им ранее, но до этого не были исполнены. Также, благодаря дирижёру оркестра Майклу Кэймену, песня приобрела своё звучание, включив новую аранжировку и сочетание риффов и эффектов.
Термин «No Leaf Clover» (Клевер без листьев) является игрой слов относительно четырёхлистного клевера, который очень редко встречается в природе и, по поверью, приносит удачу. Однако в песне Джеймс говорит о том, что удача и достижение цели могут быть лишь очередным этапом трудностей на жизненном пути:

«Потом выясняется, что успокаивающий свет в конце твоего туннеля был лишь огнями приближающегося товарного поезда»
Оригинальный текст (англ.)Then it comes to be that the soothing light at the end of your tunnel

Was just a freight train coming your way

После исполнения песни с оркестром в Сан-Франциско группа изменила её для исполнения без оркестра, используя в качестве вступления запись с концерта S&M. Подобная версия была исполнена впервые 28 декабря 1999 года во время мини-тура в Майами, Флорида.

## Позиции в чартах
| Чарт (2000)                         | Позиция |
| ----------------------------------- | ------- |
| Австралия (ARIA)                    | 41      |
| Канада (RPM)                        | 3       |
| Германия (GfK)                      | 40      |
| Нидерланды (Single Top 100)         | 41      |
| Норвегия (VG-lista)                 | 9       |
| Испания (PROMUSICAE)                | 14      |
| Швеция (Sverigetopplistan)          | 50      |
| Швейцария (Schweizer Hitparade)     | 99      |
| США (Billboard Hot 100)             | 74      |
| США (Billboard Alternative Airplay) | 18      |
| США (Billboard Mainstream Rock)     | 1       |